# 뉴 프런티어 계획

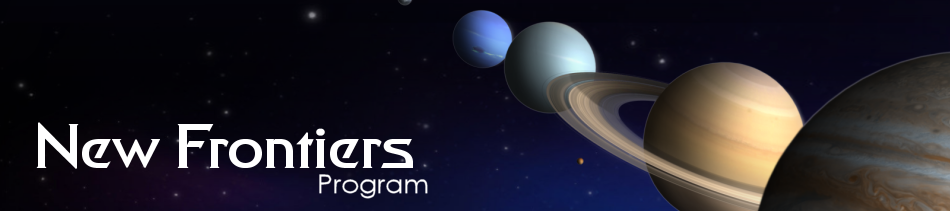
2016년 1월 현재 뉴 프론티어 프로그램 웹사이트 헤더

뉴 프런티어 계획(New Frontiers Program)은 태양계에 대한 이해를 높이기 위한 목적으로 NASA가 수행하는 일련의 우주 탐사 임무이다. 이 프로그램은 높은 과학 수익을 제공할 수 있는 중간 수준의 임무를 선택한다.
NASA는 국내외 과학자들이 이 프로그램에 대한 임무 제안서를 제출하도록 장려하고 있다. 뉴 프론티어는 수석 조사관이 주도하는 임무의 디스커버리 프로그램과 익스플로러 계획에서 사용하는 혁신적인 접근 방식을 기반으로 구축되었다. 디스커버리의 비용 및 시간 제약 내에서 수행할 수 없지만 대규모 전략 과학 임무(대표 임무)만큼 규모가 크지 않은 중급 임무를 위해 설계되었다.
현재 3개의 뉴 프론티어 임무가 진행 중이고 1개의 임무가 개발 중이다. 2006년에 발사되어 2015년 명왕성에 도달한 뉴 허라이즌스(New Horizons), 2011년에 발사되어 2016년 목성 궤도에 진입한 주노 (우주선)(Juno), 2018년부터 2021년까지의 세부 연구와 샘플을 위해 소행성 베누(Bennu)를 향해 2016년 9월 발사된 오시리스-REx(OSIRIS-REx) 2023년에 지구로 귀환한다.
2019년 6월 27일, 드래건플라이는 뉴 프런티어 프로그램의 네 번째 임무로 선정되었다.

## 같이 보기
- 코스믹 비전